# Anne Koark
Anne Koark (* 21. Mai 1963 in Essex, England) ist eine britische Schriftstellerin. Bekannt wurde sie mit der Veröffentlichung eines Buches zu ihrer eigenen Insolvenz.

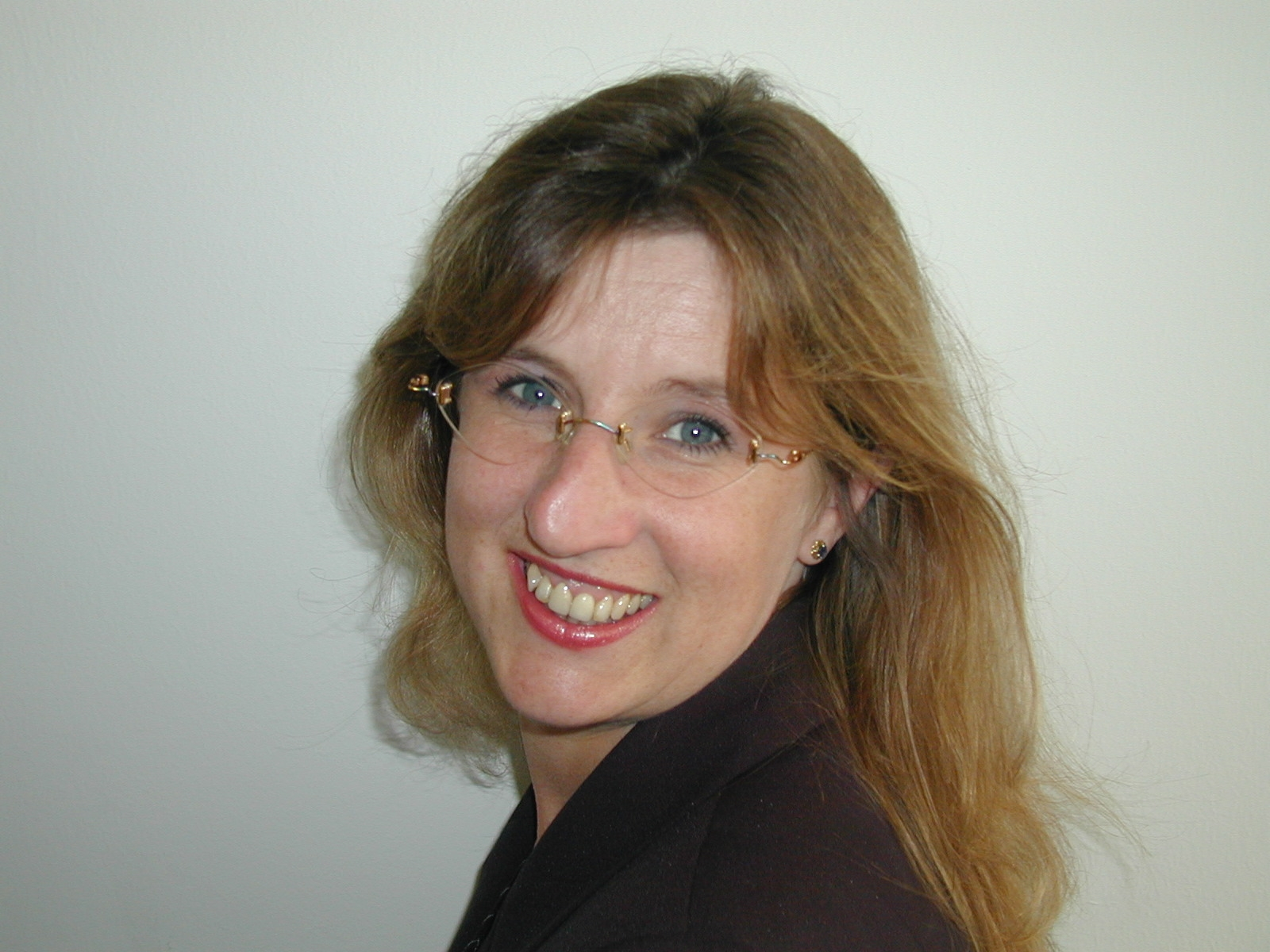
Anne Koark

## Leben
Nach dem Abitur studierte Anne Koark Germanistik und Italienisch an der Universität von Hull in Großbritannien. Nach dem Studienabschluss ging sie 1985 nach Deutschland und arbeitete zunächst für einen Patentanwalt, wechselte 1989 in die Computerbranche und betreute bundesweit einige internationale Unternehmen in deren Aufbauphase.
Koark gründete 1999 gemeinsam mit einer Geschäftspartnerin ihr eigenes Unternehmen „Trust in Business“, das ausländische Firmen bei Geschäften in Deutschland half. 2001 wurde das Unternehmen als das Beste aus über 100 Unternehmen bundesweit mit dem „Breakeven Award“ für Existenzgründer der Internetzeitschrift Breakeven.de ausgezeichnet. In der nationalen und internationalen Presse und den Medien wurden Berichte über Anne Koark und ihr Unternehmen veröffentlicht. Sie betreute unter anderem Begleitdelegationen des kanadischen Premierministers in Berlin und München im Februar 2002.
Seit 2019 verantwortet Koark die Pressearbeit des EdTech-Unternehmens Innovationszentrum für Industrie 4.0. Hierbei war sie für das 2021 erschienene Handbuch Digitale Kompetenzentwicklung, das im Hanser Verlag erschienen ist, die Projektleiterin. Mit dem Erscheinen des Buches rief Koark gemeinsam mit Philipp Ramin auch den Digikompetenz-Podcast ins Leben, den sie seitdem als Co-Host moderiert.
Koark ist Mutter von drei Kindern.

## Insolvenz
Im April 2003 meldete Anne Koark für ihre Einzelfirma und privat Insolvenz an. Ausgehend von den Erfahrungen machte sie sich zum Ziel, Insolvenz im deutschsprachigen Raum gesellschaftsfähig zu machen. Sie veröffentlichte Artikel im Internet, rief den Verein: „B.I.G = Bleib im Geschäft e.V.“ ins Leben, der insolvente Unternehmer bei der zweiten Chance unterstützen soll und schrieb ein Buch zum Thema Insolvenz. 
Mit diesem Thema berührt sie eine kulturelle Eigenart Deutschlands, wo der Umgang mit Insolvenz, Konkurs und geschäftlichen Problemen, im Gegensatz zu den USA, für Unternehmer stigmatisierend gehandhabt wird. Anne Koark tritt für eine Entstigmatisierung und die Entwicklung einer Kultur des Scheiterns in Deutschland ein.
Von Seiten betroffener Unternehmer oder Betriebe soll frühzeitig Hilfe gesucht und, im Falle des Scheiterns, eine zweite Chance nach der Insolvenz erleichtert werden, um so den Bezug von Sozialleistungen zu vermeiden.
Anne Koark hat anstelle eines wohlklingenden Titels „Pleitier“ auf ihrer Visitenkarte stehen. Sie erklärt dieses mit der Begründung, dass ein Bankier sehr viel Geld, ein Privatier viel Zeit und ein Pleitier sehr viel Erfahrung hätte. Sie bezeichnet sich selber als V.I.P. = Very Intensively Pleite.

## Werke
- Insolvent und trotzdem erfolgreich. InsolvenzVerlag.de 2007 ISBN 978-3-9810954-1-8
- Zurück auf Start. Eichborn 2010

- Autobiographie von Anne Koark in Tagebuchform, mit britischen Humor geschrieben. Das Buch war im Jahr 2004 insgesamt fünf Monate auf der Wirtschaftsbestsellerliste von Manager Magazin. Im April 2005 ging das Buch wieder in diese Liste ein.

### Auszeichnungen
- Breakeven Award (2001)
- Lady Business Award (2004)
- Sonderpreis vom Großen Preis des Mittelstandes (2005)